# Vincas Krėvė-Mickevičius
Vincas Krėvė-Mickevičius, né le 19 octobre 1882 dans la région de Dzūkija dans le sud-est de la Lituanie et mort le 17 juillet 1954 à Broomall dans le comté de Delaware en Pennsylvanie, aux États-Unis, est un écrivain, poète, romancier, dramaturge et philologue lituanien. Il fut ministre de l'Éducation en 1920 et ministre des Affaires étrangères en 1940.

## Biographie
Après des études au séminaire de Vilnius, Vincas Krėvė-Mickevičius, s'inscrit, en 1904, à l'université de Kiev. Un an plus tard, l'université est temporairement fermée en raison de la situation révolutionnaire dans l'Empire russe. Vincas Krėvė-Mickevičius, ne voulant pas interrompre ses études, entre à l'université de Lviv, en Galice, qui était située à l'intérieur de l'empire d'Autriche-Hongrie. En 1908, il réussit son doctorat en philologie. Cette même année, l'université de Kiev lui décerne une médaille d'or pour sa thèse sur le foyer d'origine des Indo-Européens. En 1913, l'université de Kiev lui décerne le diplôme de Master de linguistique comparative pour sa thèse sur l'origine des noms de Bouddha et Pratjekabuddha.
En 1909, Vincas Krėvė-Mickevičius devient professeur au lycée de Bakou en Azerbaïdjan. Trois ans plus tard, il participe à la fondation de l'université de Bakou dans laquelle il donne des conférences.
En 1918, la Lituanie obteint son indépendance, et un an plus tard, Vincas Krėvė-Mickevičius devient consul de Lituanie en Azerbaïdjan.
En 1920, il revient en Lituanie, et s'installe à Kaunas, qui à l'époque était la capitale lituanienne. Il est rédacteur du magazine littéraire Skaitymai et secrétaire de la commission de la production et la diffusion de livres au Ministère de l’éducation.
En 1922, lors de la création de l'université de Kaunas, Vincas Krėvė-Mickevičius devient professeur de langues slaves et de littérature slave pour les deux décennies suivantes. il devient Doyen de l'université de Lituanie à Kaunas de 1925 à 1937.
Le 24 juin 1940, il est nommé Premier ministre de Lituanie par le président par intérim Justas Paleckis. Il dirige un "gouvernement populaire de Lituanie" qui avait été constitué à la suite de l'invasion soviétique de la Lituanie. Le 1er juillet 1940, il rend visite, avec d'autres communistes, à Vyacheslav Molotov (premier ministre de l'URSS) et demande la pleine annexion de la Lituanie à l'URSS (cette visite a été plus tard utilisée comme prétexte pour une annexion de jure, bien que l'occupation et l'annexion de facto datent d'avant cette date). Au retour, il offre sa démission, qui n'a pas été acceptée à l'époque. En 1941 débute l'occupation nazie de la Lituanie ce qui entraîne la fermeture des établissements d'enseignement supérieur en 1943, Vincas Krėvė-Mickevičius entre dans la clandestinité. Après que les forces soviétiques aient réoccupé la Lituanie en 1944, il fuit son pays et s'installe dans un camp de personnes déplacées à Glasenbach, près de Salzbourg en Autriche. Là, il enseigne à l'école secondaire du camp local.
En 1947, l'université de Pennsylvanie lui adresse une invitation à se joindre à la faculté comme enseignant. Là, il  est professeur adjoint de langues et littérature slaves jusqu'en 1953, année où il prend sa retraite. Le 17 juillet 1954, Vincas Krėvė-Mickevičius meurt à Broomall, en Pennsylvanie, aux États-Unis.
En 1997, un musée Vincas Krėvė-Mickevičius est ouvert dans sa dernière résidence située à Vilnius avant son émigration en Amérique.